# Віра (телесеріал, 2012)
«Віра» (кор. 신의, англ. Faith) — 24-серійний серіал (дорама) режисера Кім Чон Хака, Південна Корея, 2012 року. В англомовному прокаті серіал вийшов під назвою The Great Doctor (Великий лікар).

## Сюжет
Події дорами розпочинаються у 1351 році н. е. на кордоні Китайської імперії, в якій править монгольська династія Юань. Новопризначений монголами ван Корьо Конмин разом зі своєю дружиною королевою Ногук прямує з Юань у Корьо після десятирічного перебування в заручниках при китайському імператорському дворі. В дорозі на них нападає загін вбивць, підісланий Гі Чхолем — братом королеви Юаня і негласним правителем Корьо. Під час нападу королева отримує важке поранення. Її можлива загибель загрожує зникненню всієї держави: її смерть імперія Юань може використати як привід оголосити, що король Корьо нездатний займати свою посаду, і скасувати автономію Корьо та перетворити її в одну з провінцій Юаню. Королівський лікар Джан після огляду поранення сказав, що врятувати життя королеви міг би тільки лікар з Небес. Коли радник короля Джо Іль Сін почув це, він згадав, що, згідно легенди, в цій місцевості є Небесні Ворота, які відкриваються раз в сто років. Тисячу років тому через ці Ворота на Небеса пішов великий лікар Хва Та (Хуа) і кожні сто років він посилає на землю своїх учнів.
В цей день Небесні Ворота виявилися відчиненими і капітан королівської варти Чхве Йон отримав наказ вирушити на Небеса і привести звідти одного з учнів Хва Та, щоб той врятував королеву. Але ворота привели його не на Небеса, а в майбутнє, в Сеул 2012 року, де він знайшов Ю Ін Су — пластичного хірурга. Часу на те, щоб умовляти її піти до хворої, пояснювати і доводити їй існування Небесних воріт, у Чхве Йона не було — Ворота могли зачинитися в будь-яку мить, а королеві лишалося жити лічені години. Тому йому довелося викрасти Ін Су силою. Проте, виводячи її з сучасного світу, він дав обіцянку, що поверне її назад, навіть якщо це коштуватиме йому життя. Виявилося, що виконати обіцянку набагато складніше, ніж він думав.
Так починається історія про Великого Воїна, Великого Доктора, і Велику Віру, Віру в Любов яка зможе подолати Час, Долю і навіть Смерть. А також про боротьбу за свободу своєї держави, за гідне життя свого народу. Про те, яким має бути справжній правитель і про те, хто дійсно вірний, а хто демонструє вірність тільки коли це вигідно. І про багато чого іншого.

## У ролях

### Головні герої
- Лі Мін Хо  — Чхве Йон — капітан (згодом генерал) сотні особистих охоронців короля (Удальчі). Колишній очільник одного із загонів Джокольде — партизанської групи, яка захищала Корьо від ворогів. У фільмі назву ворогів прямо не називають, але, з огляду на їх прапори, можна здогадатися, що це японські пірати.
- Кім Хі Сон — Ю Ін Су, яку називають «небесним лікарем» — пластичний хірург, що працювала в Каннаме (елітному районі Сеула), а до цього була торакальним хірургом.

### Палац
- Рю Док Хван — Конмин — король Корьо, точніше, 31-й ван (правитель) Великого Корьо. Раніше його звали «принц Кон Ін».
- Пак Се Йон — Ногук — королева Корьо та принцеса Юаню.
- Лі Бен Чжун — Чо Іль Сін — придворний, радник короля.
- Кім Мі Ген — придворна дама Чхве — рідна тітка Чхве Йона і начальниця вартових королеви.
- Гвон Хве — Ан До Чхи — слуга короля (наближений).
- Кім Те Хан — Ан Дже — один з начальників королівського війська, потім — генерал.
- Сон Хен Мін — Лі Дже Хен — вчитель Ік Дже, потім — придворний.
- Кім Хен Джон — Зек — учень Лі Дже Хена, колишній найкращий учень у Корьо, потім — придворний.
- Чхве Он Хон — Кен Чан — принц Кен Чан, він же — король Чхунджон, 30-й ван (правитель) Корьо, попередник Конмина. У фільмі його позбавили престолу через хворобу коли йому було 14 років і відправили у заслання.
- Хен Чоль — Чхунгє — 29-й ван (правитель) Корьо, попередник Чхунджона (Кен Чана). Брат Конмина.

### Удальчі— королівська варта
- Бек Пан Ду — Бе Чун Сік — помічник капітана Удальчі (Чхве Йона).
- Джон Ю Чан — Джу Сік
- Кан Чан Мук — Доль Бе
- Юн Гюн Сан — Док Ман
- Кім Джон Мун — Про Де Ман — найближчий друг і помічник Чхве Йона.

### Королівський госпіталь (Джонійсі)
- Чи Філліп — Джан Бін, він же доктор Джан — королівський лікар. Найкращий лікар у Корьо.
- Кім Су Ен — До Кі — німа помічниця доктора Джана, доглядач ботанічного саду. Вона знає кожну рослину в Корьо.
- Ом Кі Чоль — Як Вон — помічник доктора Джана.

### Партизанська група Сулібан (займаються продажем ліків і розвідкою)
- Сон Ген Чхоль — названий дядько Чхве Йона — керівник Сулібана, рідний брат Ман Бо.
- Чи Шук (І Шук) — названа тітка Чхве Йона — кашовар, рідна сестра Ман Бо.
- Чжі Юн Хо — Джі Хо (Чжи-Хо) — член Сулібана (зі списом).
- Чхве Чан Еб — Сі Юо — член Сулібана (з цибулею).
- Джин Пак Су — До Са — член Сулібана (з мечем, в чорно-білому одязі).

### Гі Чхоль і його прихильники (промонгольська фракція знаті)
- Ю О Сон — Гі Чхоль — брат королеви Юань.
- — Гі Он — брат Гі Чхоля.
- Джо Ін Пе — Ян Са, він же Гу Ян Дак — особистий лікар Гі Чхоля, отруйник.
- Сін Ін Джон — Хва Су Ін — «вогняна жінка» (майстер вогняних мистецтв), названа сестра Гі Чхоля.
- Сон Хун — Чон Ім Джа — музикант-вбивця (зброя — духовий інструмент, що видає потужний ультразвук), названий брат Гі Чхоля. Його слух у 12 разів чутливіше, ніж у звичайної людини.
- Пак Юн Дже — принц Док Хін — дядько короля Конмина, схиблений на королівському троні. Його ім'я — принц Джан Ін.
- Пак Сан Вон — Сон Ю (Ю Сун) — посланець імперії Юань, наділений особливими повноваженнями. Сам він родом з Корьо.

### Інші люди середньовічного світу
- Чхве Мін Су — Мун У Чхи — вчитель Чхве Йона, керівник Джокольде.
- Кім Хе Сон — Дон Ме-Хі — перше кохання Чхве Йона, лідер одного із загонів Джокольде, загинула 7 років тому.
- О Го Дже — Чи Сон Ге — син офіцера Сансонського округу, майбутній генерал і король(ван).
- Джан Дон Гю — Джа Чун — офіцер Сансонського округу, батько Чи Сон Ге.

### Інші люди сучасного світу
- О Кван Рок — ворожбит(провісник), до якого приходила Ін Су.
- Ан Дже Кк — перший чоловік, з яким зустрічалася Ін Су.
- Пак Хві Сун — другий чоловік, з яким зустрічалася Ін Су.

## Висловлювання учасників зйомок про фільм
Про свою нову роль Лі Мін Хо сказав:
Я шукав новий образ, який міг би показати глядачеві і зовсім випадково натрапив на сценарій. Як тільки я почав читати сценарій, так захопився, що прочитав до 6-го епізоду і зрозумів, що знайшов ідеальний для себе персонаж. Я люблю традиційні (історичні) дорами і хотів спробувати себе в одній з них. Приміряв би обладунки. Також я хочу попрацювати з людьми, яких я завжди поважав. — "Сайт кіно-новин та ін., а також офіційна сторінка "Віри" ВКонтакте."
Про свою нову роль 25-річний Рю Док Хван розповів:
Я погодився на роль у драмі, як тільки я прочитав сценарій. Імена режисера Кім Чжон Хак і сценариста Джі Сон На вплинули на мій вибір. Король Конмин просто непереборна роль. Цей проект повинен бути шедевром, тому я не хочу втратити таку можливість, хоча я відчуваю на собі тягар. Я зроблю все можливе.— "Джерело оригіналу: koreanvibe/Newsen. Переклад: JaneAir @ShowAsia.ru"
Коли на головні ролі були затверджені Лі Мін Хо і Кім Хі Сон, режисер Кім Чжон Хак сказав:
Я радий, що ми змогли зібрати ідеальних акторів для персонажів. Вони так близькі до досконалості.— "Офіційна сторінка "Віри" ВКонтакте."
Сон Хун про свою роль:
Чон Ім Джа більше цікавлять тварини ніж люди. Люди йому просто не цікаві, він також не турбується про смерть. Взагалі, він — досить загадкова особистість, яка лише іноді показує свої емоції.— "Джерело оригіналу: koreanvibe/Newsen. Переклад: ©joker спеціально для http://k-drama.ru"
Чи Філліп про свою роль, лікаря Джана Біна:
Він практичний чоловік, який вважає битве безглуздими, оскільки після перемоги над супротивником він повинен вилікувати його.— "Джерело оригіналу: koreanvibe/Newsen. Переклад: ©joker спеціально для http://k-drama.ru"
У своєму інтерв'ю після закінчення зйомок «Віри» Лі Мін Хо подякував знімальній групі і своїм колегам по фільму, зокрема, Кім Хі Сон:
Вона набагато досвідченішіа за мене, однак вона ставилася до мене як до друга, і мені було приємно.

Ці шість місяців були досить важкими для мене. Тепер, після завершення зйомок, я просто хочу обідати теплою їжею і спати протягом декількох днів. Думаю, що всі попрацювали на відмінно. Важко було кожному, однак ніхто із знімальної групи або акторів не скаржився, всі були справжньою командою. Ми виклалися по повній. Як актор, я вважаю, що в першу чергу треба думати про глядача, тому я намагався відіграти кожен момент на максимум. Я ні про що не шкодую.
— "Джерело оригіналу: korea.com/TV Report. Переклад: ©joker спеціально для http://k-drama.ru"